# 昂波
昂波（法語：Empeaux）是法国上加龙省的一个市镇，属于米雷区（Muret）圣利县（Saint-Lys）。该市镇总面积4.56平方公里，2009年时的人口为223人。

## 人口
1962年，昂波有98人。至2008年，这一数字变为213人。